# Leonardo-Co-Spitzmausratte

Lage des Mingan-Gebirges auf den Philippinen

Die Leonardo-Co-Spitzmausratte (Soricomys leonardocoi) ist ein auf den nördlichen Philippinen verbreitetes Nagetier in der Unterfamilie der Altweltmäuse. Die nächsten Verwandten dieser Art zählten bis 2012 zur Gattung Archboldomys. Die Art ist nach dem Naturforscher Leonardo Co benannt, der auf dem Philippinen Pflanzen studiert und der mit den Erstbeschreibern freundschaftlich verbunden ist.

## Merkmale
Mit einer Gesamtlänge von 180 bis 208 mm, inklusive eines 82 bis 95 mm langen Schwanzes und mit einem Gewicht von 26 bis 32 g ist die Art ein kleines mausartiges Tier. Es kommen 21 bis 25 mm lange Hinterfüße und 13 bis 15 mm lange Ohren vor. Typisch ist ein Kopf mit schmaler Schnauze und kleinen Augen. Der Schwanz ist kürzer als die Kopf-Rumpf-Länge. Oberseits ist dunkles kastanienbraunes Fell vorhanden, während die Unterseite leicht heller erscheint. In der gleichen Region vorkommende Vertreter der Philippinen-Waldmäuse haben einen langen Schwanz, der unterseits heller bis weiß ist. Es kann auch zu Verwechslungen mit der Luzon-Spitzmaus (Crocidura grayi) kommen, die jedoch winzige Augen, eine kleinere Statur und eine bewegliche Schnauze hat. Die vier paarig angeordneten Zitzen liegen im Leistenbereich. Die Hoden der Männchen sind auffällig groß. Ein weiteres Kennzeichen sind die schmalen Finger an den Vorderpfoten mit dünnen Krallen. Nur der Daumen trägt einen Nagel. Die Hinterfüße haben die gleichen Merkmale, nur dass der große Zeh auch eine Kralle besitzt. Kleine Haarbüschel bedecken große Teile der Krallen.
Verglichen mit der ähnlichen Musser-Spitzmausratte (Soricomys musseri) sind die Hinterfüße länger (auch im Verhältnis zum Körper) und an den Sohlen dunkler gefärbt. Zusätzlich sind die Haare des Fells länger und ohne gelbliche Tönung.

## Verbreitung und Lebensweise
Dieses Nagetier lebt endemisch auf der philippinischen Insel Luzon im Gebirge Mingan an der Ostseite der Insel. Die Art hält sich zwischen 1450 und 1800 Meter Höhe auf. Sie bewohnt feuchte Bergwälder mit Moosbewuchs.
Die Individuen können tag- und nachtaktiv sein und sie fressen Regenwürmer sowie andere in der Erde lebende Wirbellose. Die ebenfalls im Gebirge lebende Luzon-Spitzmaus und Nasenratten (Rhynchomys) haben die gleiche Ernährungsweise. Im Juni untersuchte Weibchen hatten große Zitzen, während sie nicht trächtig waren.

## Gefährdung
Für den Bestand liegen keine Bedrohungen vor und die Art gilt in der Region als häufig. Aufgrund des kleinen Verbreitungsgebiets und da nicht bekannt ist, wie sich dieses Nagetier an Veränderungen anpassen kann, wird die Leonardo-Cos-Spitzmausratte von der IUCN mit unzureichende Datenlage (data deficient) gelistet.